# クレイグの補間定理
クレイグの補間定理（英: Craig's interpolation theorem）は論理学における定理であり、論理体系によってその定義が異なる。William Craig が1957年、一階述語論理について証明したのが最初である。クレイグの補題とも。

## 命題論理の場合
命題論理版は以下のように定義される。
{\displaystyle X\rightarrow Y}
が恒真式であるとき、論理式 {\displaystyle Z} の全ての命題変数が {\displaystyle X} と {\displaystyle Y} の両方に出現する場合で、かつ
{\displaystyle X\rightarrow Z}
と
{\displaystyle Z\rightarrow Y}
も恒真式なら、{\displaystyle Z} を
{\displaystyle X\rightarrow Y}
の「補間（interpolant）」と呼ぶ。
単純な例として、次の式に対して {\displaystyle P} は補間である。
{\displaystyle P\land R\rightarrow P\lor Q}
命題論理でのクレイグの補間定理は、含意
{\displaystyle X\rightarrow Y}
が恒真式なら、常に補間が存在する、というものである。

## 証明
クレイグの補間定理は以下のような方法で証明できる。
- モデル理論的には、コンパクト性、否定、論理積が存在するとき、Robinson's joint consistency theorem とクレイグの補間定理は等価である。
- 証明理論的には、シークエント計算によって証明できる。カット除去定理が成り立ち、結果として部分論理式特性が保持されるなら、クレイグの補間定理は証明の構成に関する帰納法で証明される。
- 代数学的には、論理を表す代数の多様性についての融合の定理を使う。
- クレイグの補間定理のある他の論理体系に変換する。

## 応用
クレイグの補間定理は、一貫性の証明、モデル検査、モジュール仕様の証明、モジュールオントロジーの証明などに使われる。